# Madonna Buder
Madonna Buder (ur. 24 lipca 1930) – amerykańska triathlonistka.

## Życiorys
Mając 23 lata, wstąpiła do zakonu. Mając 48 lat, rozpoczęła treningi, a w wieku 52 lat ukończyła pierwsze zawody triathlonowe. Mając 75 lat, była najstarszą kobietą, która wystartowała w zawodach triathlonowych. W dniu 5 października 2010 roku wydała autobiografię pt. The grace to Race: The Wisdom and Inspiration of the 80-Year-Old World Champion Triathlete Known as the Iron Nun.